# Arthur Bülow

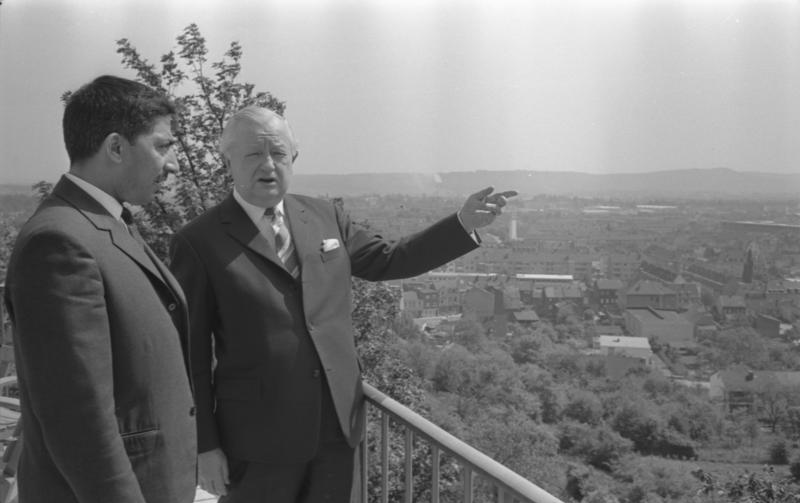
Arthur Bülow (1964)

Arthur Bülow (* 17. November 1901 in Pinnow (Uckermark); † 4. Mai 1988 in Köln) war ein deutscher Ministerialbeamter und Rechtswissenschaftler.

## Karriere bis 1945
Als Sohn eines Beamten besuchte Bülow ein Realgymnasium in Berlin-Pankow. Nach dem Abitur studierte er Rechtswissenschaft an der Friedrich-Wilhelms-Universität zu Berlin und der Universität Jena. Er bestand 1928 die Assessorprüfung und durchlief den Vorbereitungsdienst in der Rechtspflege des Freistaats Preußen. Er war von 1931 bis 1941 Richter an Amtsgerichten und Landgericht und ab 1937 am Kammergericht. 1941 kam er als Ministerialrat an das Reichsjustizministerium, dem er bis Mai 1945 angehörte und in der Abteilung für Handels-, Verkehrs- und Öffentliches Recht tätig war. Bülow war zum 1. Mai 1933 der NSDAP beigetreten (Mitgliedsnummer 2.504.164). Eine Sekundärquelle nennt den 1. März 1933 als Eintrittsdatum.
1944 wurde er von den Alliierten als ‚very important person‘ aufgelistet und dazu ausersehen, nach dem Zweiten Weltkrieg eine wichtige Rolle beim Aufbau der deutschen Justiz zu spielen.

## Karriere nach 1945
Im Sommer 1945 kam Bülow in Arrest und arbeitete unter anglo-amerikanischer Aufsicht im Ministerial Collecting Center (MCC) in Fürstenhagen bei Kassel. Die Spruchkammer Fulda stufte ihn im Oktober 1946 zunächst als Mitläufer ein; doch als unmittelbar darauf die frühe Mitgliedschaft in der NSDAP bekannt wurde, wurde das Entnazifizierungsverfahren erneut in Gang gesetzt. Leumundszeugen wie Walter Kriege und  Hans Globke traten für ihn ein. Noch vor einem abschließenden Bescheid der Spruchkammer, die Bülow im Juni 1948 in die Gruppe der Entlasteten einstufte, begann seine Nachkriegskarriere im November 1946 als Sachbearbeiter in der Zivilrechtsabteilung des Zentral-Justizamts für die britische Zone in Hamburg. Ab April 1947 war er dort Vortragender Rat, ab Oktober 1948 auch in der Funktion des ständigen Vertreters seines Abteilungsleiters. Seit 1949 Ministerialrat im Bundesjustizministerium, wurde er 1953 zum Ministerialdirigenten in der Unterabteilung für Zivilprozessrecht ernannt. Als Walter Strauß 1963 ausschied, folgte ihm Bülow bis Ende 1966 als Staatssekretär. Dazu war Bülows Ruhestand unter Bundesminister Jaeger bis Ende November 1967 hinausgeschoben worden, jedoch wurde er, nach dem Regierungswechsel, unter Bundesminister Heinemann Ende 1966 in den einstweiligen Ruhestand versetzt. Die Rheinische Friedrich-Wilhelms-Universität Bonn ernannte ihn zum Honorarprofessor.
Bülow wurde im Braunbuch der DDR als  "Ministerialrat im Nazi-Justizministerium" und Teilnehmer des Reichsparteitags 1933 aufgelistet.

## Ehrungen
- 1961: Großes Silbernes Ehrenzeichen mit dem Stern für Verdienste um die Republik Österreich[6]
- 1964: Großes Silbernes Ehrenzeichen am Bande für Verdienste um die Republik Österreich[6]
- 1966: Großes Verdienstkreuz mit Stern und Schulterband der Bundesrepublik Deutschland

## Veröffentlichungen
- mit Fritz Wassmundt: Die preussische Hinterlegungsordnung nebst Ausführungsvorschriften. Verlag C. H. Beck, München  1932.
- Der Internationale Rechtsverkehr in Zivil- und Handelssachen. Quellensammlung mit Erläuterungen, Beck, München 1954 (Loseblattwerk, erschienen zuletzt unter der Autorenbezeichnung Bülow/Böckstiegel/Geimer/Schütze in 4. Auflage, Beck, München 2003, ISBN 3-406-45684-7)
- mit Hans Arnold: Der internationale Rechtsverkehr in Zivil- und Handelssachen. Quellensammlung mit systematischen Darstellungen und einer Länderübersicht. Beck, München 1954–1961.
- Bundesrechtsanwaltsordnung vom 1. August 1959 Erläuterungsbuch für die Praxis. Vahlen, Berlin Frankfurt am Main 1959.
- Das UN-Übereinkommen über die Geltendmachung von Unterhaltsansprüchen im Ausland, Textausgabe. München 1960.
- mit Friedrich Mecke und Walter Kriege: Hinterlegungsordnung, mit Nebenbestimmungen. Beck, München 1979.